# Rhinella atacamensis
Rhinella atacamensis és una espècie de gripau pertanyent a la família Bufonidae. És endèmic de Xile. El seu hàbitat natural correspon a rius, pantans d'aigua dolça, deus, i estanys.